# イル・フロッタント

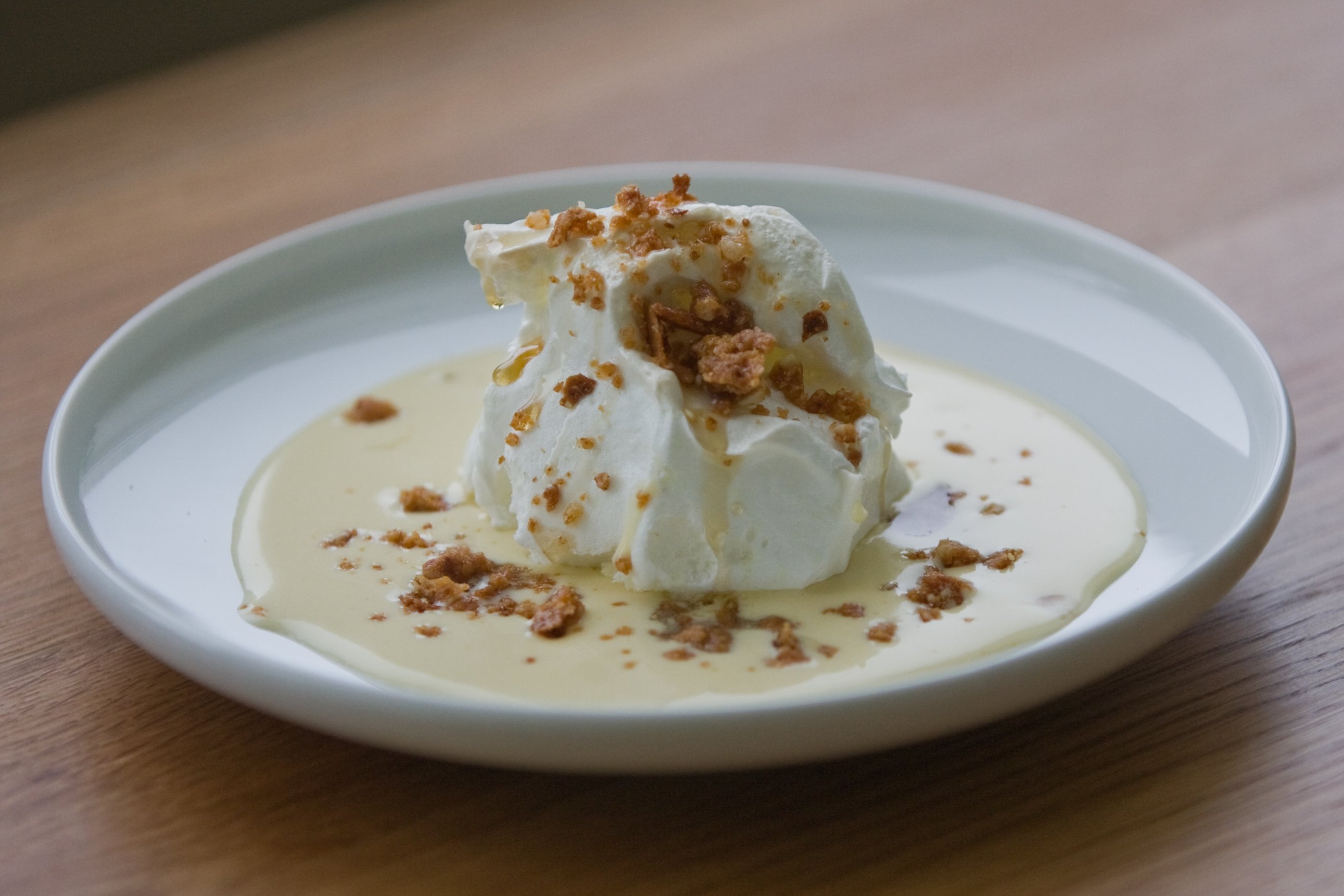
イル・フロッタントの例

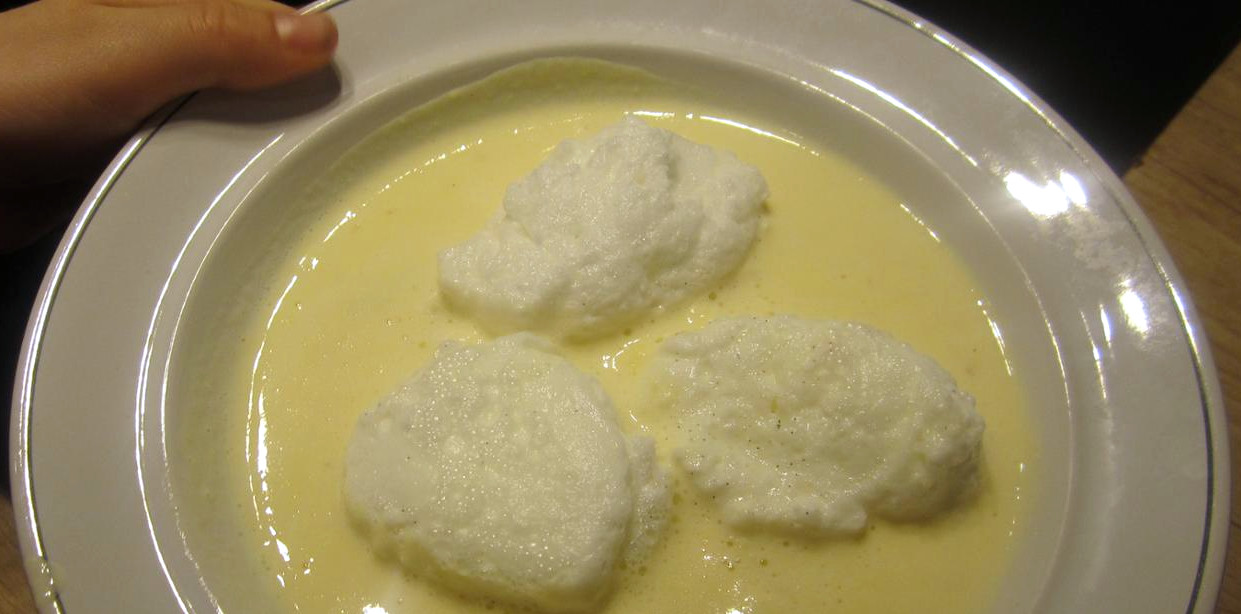
ウ・ア・ラ・ネージュの例

イル・フロッタント（フランス語: îles flottantes）はフランスのデザート。メレンゲに火を通して固めたものをクレーム・アングレーズに浮かべたデザートである。
なお、イル・フロッタントは浮かべるメレンゲが1個のときの名称で、2個以上の場合はウ・ア・ラ・ネージュ（œufs à la neige）と呼ばれる。

## 概要
「イル・フロタント」はフランス語で「浮島」の意であり、クリームにメレンゲがひとつだけ浮かんでいる盛り付け方から名づけられている。
「ウ」は「卵」の複数形。「ネージュ」はフランス語で「雪」の意であり、卵白を泡立てた状態を表すときにも用いられる。日本では泡雪卵と表記されることもある。
ウー・ア・ラ・ネージュ、ウフ・ア・ラ・ネージュとも。

## 類似料理
- ファロフィアシュ（ポルトガル語: farófias） - ポルトガル。仕上げにシナモンを振り、冷やして食す[7]。

## 歴史
フランソワ・ピエール・ド・ラ・ヴァレンヌが1651年に刊行した料理本『フランスの料理人（ Le Cuisinier françois）』には、ウ・ア・ラ・ネージュのレシピが掲載されている。現代のレシピとの違いは、メレンゲの作り方が現在のイタリアンメレンゲに近いものになっている点が挙げられる。
イル・フロッタントは、19世紀後半にオーギュスト・エスコフィエが考案した。
なお、エスコフィエのイル・フロッタントは、古くなったビスキュイ・ド・サヴォワを薄切りにし、キルシュヴァッサー、マラスキーノを浸み込ませ、アプリコットジャムを塗ってレーズンと刻んだアーモンドを散らしたものを重ね合わせて元のビスキュイ・ド・サヴォワの形にし、クレーム・シャンティで覆ってピスタチオとレーズンを表面に貼り付けたものを器に乗せ、カスタードソースかラズベリーのシロップを注いだものである。
エスコフィエのイル・フロッタントは時代の流れとともに廃れ、ウ・ア・ラ・ネージュの別名となった。